# Darryl de la Harpe
Pour les articles homonymes, voir La Harpe.
Pas d'image ? Cliquez ici

a Compétitions nationales et continentales officielles uniquement.

b Matchs officiels uniquement.
Dernière mise à jour le 16 juillet 2021.
Darryl de la Harpe, né le 2 octobre 1986 à Windhoek (Namibie), est un joueur de rugby à XV international namibien évoluant au poste de centre. Ses frères Ryan et Sergio sont eux aussi internationaux namibiens.

## Carrière

### En club
Darryl de la Harpe commence sa carrière en Afrique du Sud avec l'académie des Natal Sharks. Il fait ses débuts professionnels en 2009 avec la province des Falcons en Vodacom Cup.
En 2010, il retourne jouer dans son pays natal avec la province des Namibia Welwitschias qui dispute la Vodacom Cup.
Également en 2010, il rejoint le club roumain du Farul Constanța en SuperLiga. Il joue quatre saisons avec ce club, avant de rentrer en Namibie en 2014.
En 2014, il rejoint le club amateur des Western Suburbs qui évolue dans le championnat namibien, ainsi que la province des Namibia Welwitschias qui dispute la Vodacom Cup (puis le Rugby Challenge) à partir de 2015,.
En février 2020, il rejoint en cours de saison le club anglais des Yorkshire Carnegie en Championship, où il retrouve son ancien sélectionneur Phil Davies. Il ne dispute qu'une seule rencontre avec sa nouvelle équipe, avant de blesser, puis de voir la saison être écourtée par la pandémie de Covid-19,.
Il arrête sa carrière de joueur dans la foulée, et devient membre de comité de sélection pour l'équipe nationale namibienne.

### En équipe nationale
Darryl de la Harpe obtient sa première cape internationale avec l'équipe de Namibie le 23 janvier 2020 à l’occasion d’un match contre l'équipe de Russie à Windhoek.
Il est sélectionné dans le groupe namibien participant à la coupe du monde 2011 en Nouvelle-Zélande. Il dispute quatre matchs de cette compétition, contre les Fidji, les Samoa, l'Afrique du Sud et le pays de Galles.
Il fait partie du groupe namibien choisi par Phil Davies pour participer à la coupe du monde 2015 en Angleterre. Il dispute deux matchs de cette compétition, contre les Tonga et la Géorgie.
En septembre 2019, il retenu par le sélectionneur Phil Davies pour disputer sa troisième coupe du monde au Japon. Il dispute une seule rencontre, contre la Nouvelle-Zélande, obtenant à cette occasion sa cinquantième sélection sous le maillot namibien. Peu après la compétition, il met un terme à sa carrière internationale.

## Palmarès

### En club
Néant

### En équipe nationale
- 50 sélections avec la Namibie entre 2010 et 2019
- 50 points (10 essais)
- Participation aux coupes du monde 2011 (4 matchs), 2015 (2 matchs) et 2019 (1 match).